# Gerard Gert
Gerard Martin Gert (geboren als Gerhard Martin Gutstein 4. Februar 1920 in Danzig, Deutsches Reich; gestorben 3. November 2015) war als ein US-amerikanischer Beamter vornehmlich im Ausland tätig.

## Leben
Gerhard Martin Gutstein war ein Sohn des Geschäftsmanns Samuel Gutstein (1876–1947) und der Martha Levy (1883–1970). Kurz nach seiner Geburt wurde Danzig als Freistaat Danzig vom Deutschen Reich getrennt, und die Familie erhielt die Danziger Staatsbürgerschaft. 1927 zog die Familie nach Stettin, wo Gutstein die Schule besuchte, und 1935 nach Berlin, wo er Privatunterricht erhielt. 1937 floh er mit einem Studentenvisum in die USA und reiste 1938 mit Unterstützung der American Association of University Women mit einem Einwanderervisum von Kuba aus erneut ein. Er studierte am Lebanon Valley College und machte 1942 einen B.Sc. an der New York University. Gert erhielt 1943 die US-amerikanische Staatsbürgerschaft.
Gert wurde Soldat im Nachrichtendienst der US-Army, wurde im Camp Ritchie stationiert und schied 1946 als Hauptfeldwebel aus, er wurde 1969 nominell zum Oberstleutnant der Reserve befördert. Gert blieb im Staatsdienst und war bis 1949 Entnazifizierungsinspektor bei OMGUS in der Amerikanischen Besatzungszone in Deutschland. Danach arbeitete er in der Öffentlichkeitsarbeit beim HICOG in Frankfurt am Main, Bad Godesberg und in Berlin. Beim Rundfunk im amerikanischen Sektor (RIAS) wurde er Abteilungsleiter für die Hörerpost, ab 1953 war er Beamter der United States Information Agency (USIA). Von 1954 bis 1958 arbeitete er in der Rundfunkabteilung der US-Botschaft in Wien und war 1955 an der Abwicklung des Senders Rot-Weiß-Rot beteiligt. 
Von 1960 bis 1962 wurde er als Presseattaché nach Belgrad geschickt. Ab 1962 war Gert in der Propagandaabteilung der US-Botschaft in Laos tätig. Er machte 1965 eine Fortbildung am National War College und ging im Vietnamkrieg nach Saigon in Südvietnam, wo er Leiter der Psychological Operations Division (PsyOps) im Civil Operations and Rural Development Support (CORDS) wurde. 
Gert wurde 1968 nach West-Berlin abgeordnet, wo er Robert Lochner als Direktor beim Sender RIAS ablösen sollte, der sich anstehenden Sparmaßnahmen widersetzt hatte. Der Sender sollte von nun an verstärkt von der Bundesregierung finanziert werden und erhielt daher im Jahr 1969 mit Roland Müllerburg seinen ersten deutschen Intendanten, der formal dem US-amerikanischen  Direktor unterstand. Gert sorgte 1974 dafür, dass mit Ludwig von Hammerstein weiterhin ein CDU-Mitglied Intendant des Senders war. Er selbst ging 1980 in den Ruhestand. 
Gert war Mitglied der American Foreign Service Association, er erhielt den Meritorious Honor Award der USIA. Er wurde auf dem Nationalfriedhof Arlington beerdigt.